# モントルー・オーベルラン・ベルノワ鉄道DZe6/6 2001-2002形電車

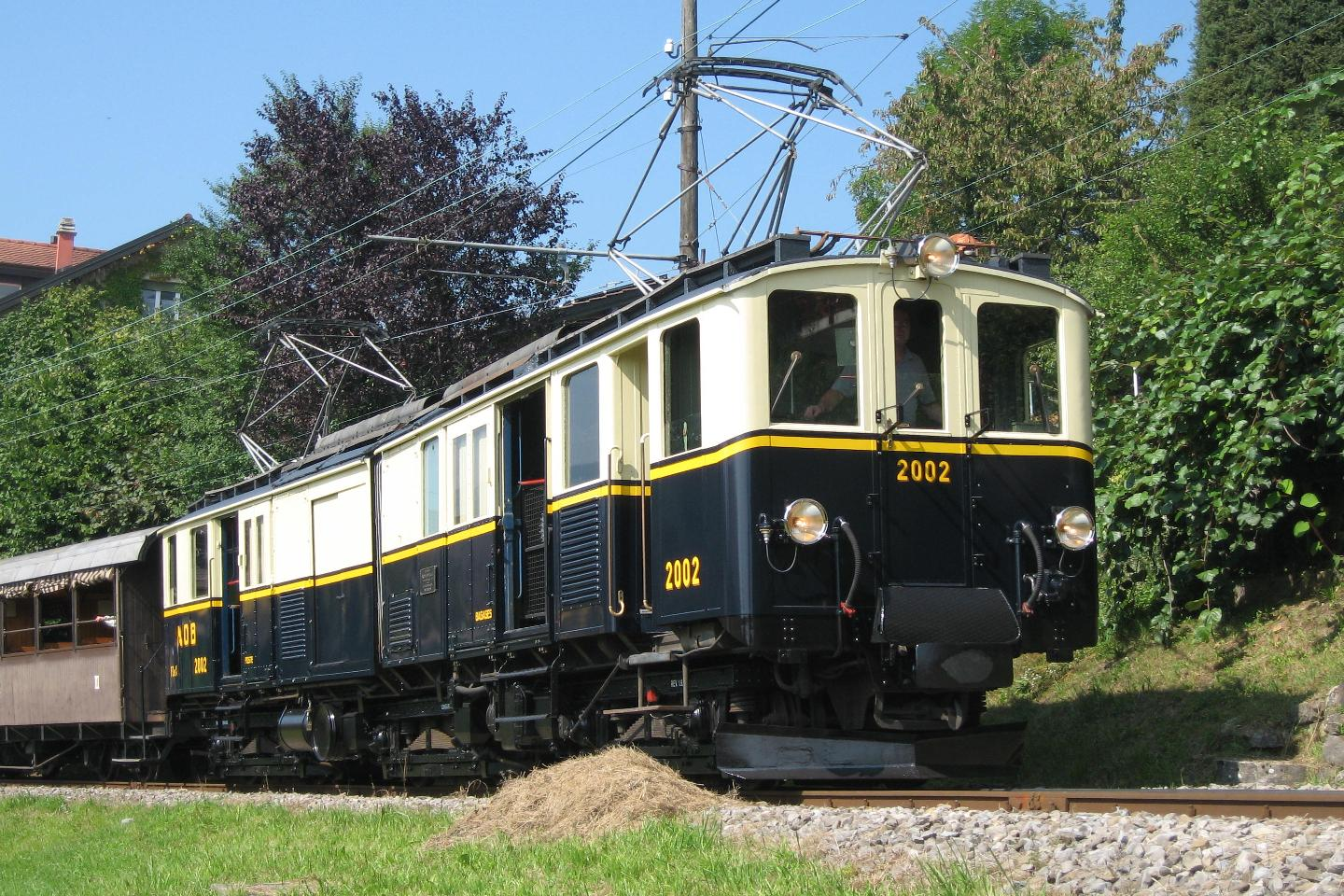
DZe6/6 2002号機、2012年

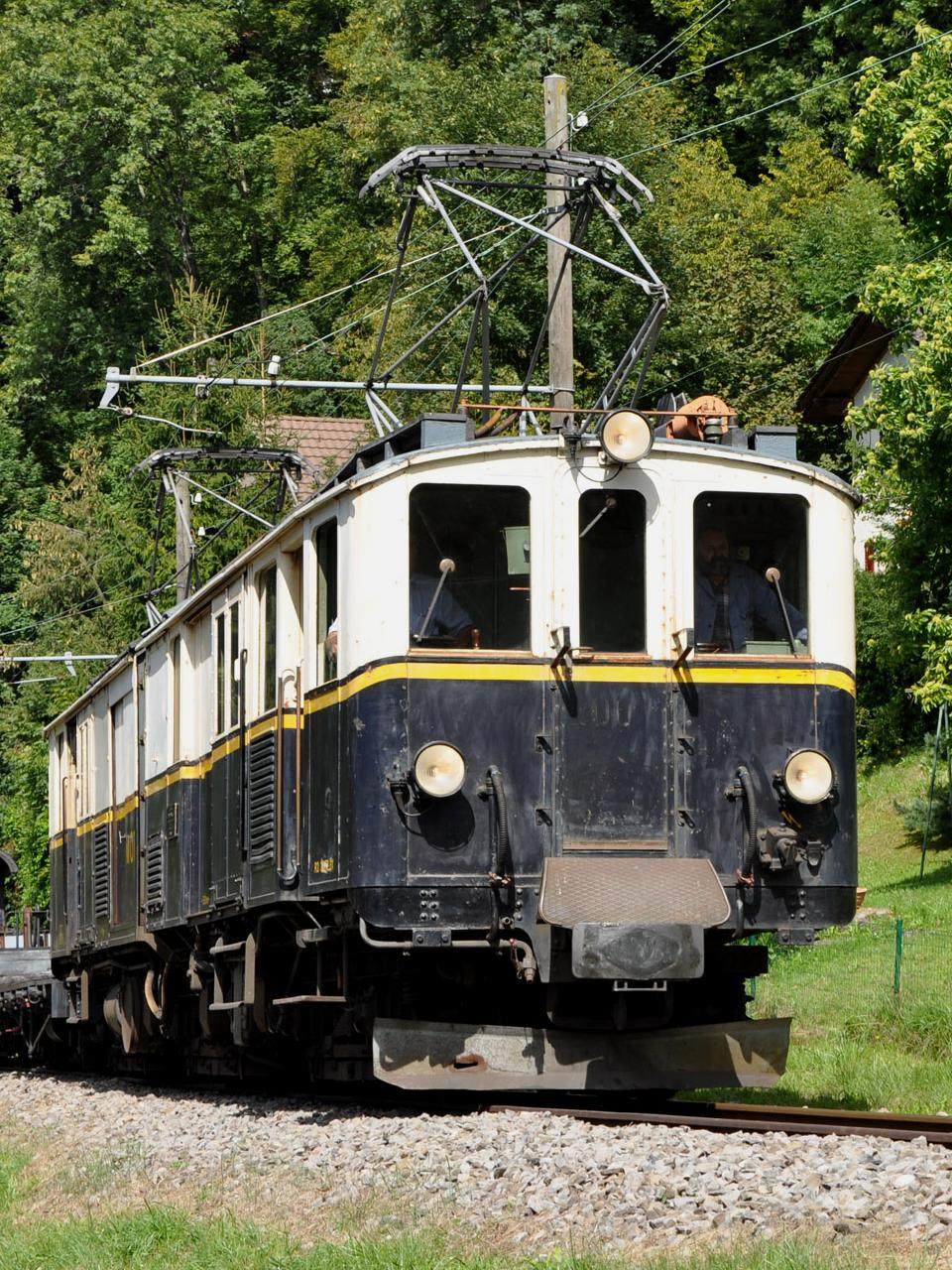
ブロネイ-シャンビィ博物館鉄道で動態保存されているDZe6/6 2002号機、2010年

モントルー・オーベルラン・ベルノワ鉄道DZe6/6 2001-2002形電車(モントルー・オーベルラン・ベルノワてつどうDZe6/6 2001-2002がたでんしゃ)は、スイス西部のモントルー・オーベルラン・ベルノワ鉄道（Chemin de fer Montreux–Oberland Bernois (MOB)）で使用されていた山岳鉄道用荷物・郵便合造電車である。なお、本機はFZe6/6形として製造されたものであるが、1962年の称号改正によりDZe6/6形となったものである。

## 概要
スイス西部のモントルー・オーベルラン・ベルノワ鉄道は、沿線にレマン湖、モントルー、シャトーデー、グシュタードといったリゾート地を擁しており、1901-12年の開業以来、1906年には食堂車を、1914年にはサロン車を導入するなど観光輸送にも力を入れていた。そういった中、1931年には当時欧州等で豪華列車を運行していたCIWLのサロン車を連結したゴールデンマウンテン・プルマンエクスプレスの運行を開始することとなり、その牽引用機として用意された機体がFZe6/6形として1932年に2001、2002号機の計2機が導入された本形式である。
本形式は1924年に導入されたCFZe4/4 27-28形にをベースに車軸配置をB'oB'oの2軸ボギー車からB'oB'oB'oの2車体3台車の連接車に変更して1時間定格出力を423kWから735kWに増強を図ったものであり、旅客列車乗客の手荷物等を輸送しつつ、列車中の荷物・郵便車を省略するために電気機関車ではなく、車体内に荷室を設置した荷物・郵便合造車として製造されている。運用開始後はゴールデンマウンテン・プルマンエクスプレスのほか旅客・貨物列車の牽引に使用され、1939年の同列車廃止後も引続き各種列車を牽引していたが、1962年の称号改正により荷物室の形式記号がFからDに変更となったため、形式名がDZe6/6形2001、2002号機となっている。
本形式は抵抗制御により1時間定格牽引力102kNを発揮し、72パーミルで150tを牽引可能な強力機であり、車体、台車、機械部分の製造をSIGが、主制御器、主電動機、電気機器の製造はBBCが担当しており、各機体の機番と機械品/電機品製造所、製造年は以下の通りである。
- 2001 - SIG/BBC - 1932年
- 2002 - SIG/BBC - 1932年

## 仕様

### 車体
- 車体構造は1923年製のCFZe4/4 27-28形電車と同様の形態の木鉄合造構造で、260mm厚の台枠は鋼材のリベット組立式でその上に木製の車体骨組および屋根を載せて前面および側面外板は鋼板を木ねじ止めとしたものとし、屋根は屋根布張り、床および内装は木製としている。形態は2車体連接の両運転台式で、前後端部の側面がわずかに内側に絞り込まれた形状となっており窓下および窓枠、車体裾部に型帯が入り、窓類は下部左右隅部R無、上部左右隅部はR付きとなっている。また、車体内は前位側から前位側車体が乗務員室、面積8m2の郵便室、機器室、後位側車体が抵抗器室、トイレ、10m2の荷物室、乗務員室の配列となっている。
- 正面は隅部がR付で屋根端部が庇状に張出した平妻形態で、中央の貫通扉の左右に正面窓があり、正面下部左右と貫通扉上部に外付式の丸形前照灯が配置され、連結器は台枠取付のねじ式連結器で緩衝器が中央に、フックとリンクがその下部に設置されている。
- 側面は右側面が窓扉配置11D1-1D1d1（後位側車体乗務室窓-荷物室窓-荷物室扉-荷物室窓 - 前位側車体郵便室窓-郵便室扉-郵便室窓-乗降扉-乗務室窓）、左側面が窓扉配置11D-1D1d1（前位側車体乗務室窓-郵便室窓-郵便室扉 - 後位側車体トイレ窓-荷物室扉-荷物室窓-乗降扉-運転室窓）となっているほか、側面の一部は機器搬出入を考慮して取外式となっており、車体下半の一部には冷却気導入用ルーバーが設置されている。扉は荷物室および郵便室のものが外吊式片引扉、乗降扉が開戸となっており、各窓は下落とし窓となっている。また、屋根上は両端部にパンタグラフが計2基とその間に発電ブレーキ用抵抗器が設置されている。
- 運転室は当時のスイスの機関車で標準的な同じ立って運転する丸いハンドル式のマスターコントローラーが設置された形態で、正面中央の貫通扉の左側に力行および電気ブレーキ用の大形のマスターコントローラーが、右側にブレーキ用の小形のコントローラーおよび手ブレーキハンドルが設置されており、運転士は状況に応じて運転室内を移動しながら運転を行う。
- 車体塗装はゴールデンマウンテン・プルマンエクスプレス用の特別塗装となっており、車体下半部が紺色、上半部がクリーム色で、車体下半部の紺色部上端に黄色の帯が入るものとなっている。また、側面下部の左車端部に形式名、その右側にMOBのレタリングと機番が入り、右車端部には機番が入れられている。なお、車体台枠、床下機器と台車は黒、屋根および屋根上機器はグレーである。
- その後も同一の車体塗装のまま運用され続けたが、標記類は車体下半の左車端部に形式名と機番が、中央左側にMOBのレタリングが入るように変更されている。

### 走行機器
- 制御方式は抵抗制御式で直接制御となっており、直並列段では6基の直流直巻整流子電動機を3基並列を2直列に、並列段では6基並列に接続し、発電ブレーキおよび回生ブレーキ時には電機子は2基直列を3並列に、界磁は6機直列に接続する方式で、力行時は直並列9段、渡り1段、並列5段で制御される。
- ブレーキ装置は主制御器による電気ブレーキとして発電ブレーキおよび回生ブレーキ機能を装備するほか、真空ブレーキと手ブレーキと各台車中央下部に電磁吸着ブレーキを装備しており、手ブレーキはサーボモーターによる動作も可能なもの、電磁吸着ブレーキは架線電圧で動作し、650V時には39-40tのブレーキ力を発生するものとなっている。
- 台車は軸距2300mm、車輪径945mmの鋼材リベット組立式台車で、心皿は両端台車、連接台車ともに半径120mm球面心皿、枕ばねは重ね板ばね、軸ばねはコイルばねと重ね板ばねの組合せで軸箱支持方式はペデスタル式とし、各軸には砂撒き装置を設置している。主電動機は自己通風式の直流直巻整流子電動機を吊掛式に装荷して歯車比を4.94に設定しているほか、主電動機冷却気は車体側面のルーバーから採入れられてダクトを経由して供給される方式、基礎ブレーキ装置は片押し式の踏面ブレーキ、ブレーキシリンダは車体取付で1800kgの押付力を有するものを前位側車体に2基、後位側車体に1基を設置していた。

### 改造
- 2001号機は1977年、2002号機は1979年にツヴァイジンメン - レンク間でロールボックに積載した標準軌貨車を牽引用するための空気ブレーキ装置を追設している。
- 2001号機は1979年、2002号機は1977年にトイレが撤去されたほか、時期は不明であるが主電動機と駆動装置が変更され、1時間定格出力が738kWとなり、歯車比も6.94に変更されている。

### 主要諸元
- 軌間：1000mm
- 電気方式：DC850V 架空線式
- 最大寸法：全長17000mm、車体幅2500mm、全高3700mm
- 軸配置：Bo'Bo'Bo'（2車体連接式）
- 軸距：2300mm
- 台車中心間距離：5500mm×2
- 車輪径：945mm
- 重量：62.8t、（機械部分40t、電機部分23t）
- 荷重：3.0t
- 荷室面積：10m2
- 郵便室面積：8m2
- 走行装置
  - 主制御装置：抵抗制御
  - 主電動機：直流直巻整流子電動機×6台
  - 減速比：4.94（製造時）、6.94（改造後）
- 性能（製造時、架線電圧650V）
  - 出力：735kW（1時間定格、於22.3km/h）、551kW（連続定格、於24.9km/h）
  - 牽引力：157kN（最大）、102kN（1時間定格）
  - 牽引トン数：175-200t（0-40パーミル）、151t（40-72パーミル）
- 性能（改造後）
  - 出力：738kW（1時間定格、於24.5km/h）
  - 牽引力：116kN（1時間定格）
- 最高速度：60km/h
- ブレーキ装置：真空ブレーキ、手ブレーキ、回生ブレーキ、発電ブレーキ、電磁吸着ブレーキ

## 運行・廃車
- モントルー・オーベルラン・ベルノワ鉄道は全線で全長75.3km、高度差526m、最急勾配68パーミルの山岳路線であり、ツェントラル鉄道[5]ブリューニック線のルツェルン - インターラーケン・オスト間とBLS AG[6]のインターラーケン・オスト - ツヴァイジンメン間、モントルー・オーベルラン・ベルノワ鉄道のツヴァイジンメン - モントルー間を合わせてゴールデンパス・ラインを構成しているほか、ツヴァイジンメン - レンク間の路線を有している。
- 1931年に運行を開始されたゴールデンマウンテン・プルマンエクスプレスは世界恐慌の影響で運行中止となる1939年まで運転されており、1931年夏ダイヤでの運行は以下の通りで、うち1往復についてはツヴァイジンメンでいずれも後にBLS AGとなるエルレンバッハ-ツヴァイジメン鉄道[7]およびシュピーツ-エルレンバッハ鉄道[8]、ベルン-レッチュベルク-シンプロン鉄道を経由してインターラーケン までのゴールデン・パスラインの標準軌区間の列車に接続をしていた。
  - 101列車：モントルー発11:10 - シャトーデー発12:10 - ツヴァイジンメン着13:33（接続列車：ツヴァイジンメン発13:43 - インターラーケン・オスト着14:58）
  - 103列車：モントルー発14:00 - シャトーデー発15:20 - ツヴァイジンメン着16:19
  - 102列車：（接続列車：インターラーケン・オスト発10:43 - ツヴァイジンメン着11:58）ツヴァイジンメン発12:05 - グシュタード発12:43 - モントルー着14:18
  - 104列車：ツヴァイジンメン発16:19 - グシュタード発16:56 - シャトーデー発17:18 - モンボヴォン発17:37 - レザヴァン発18:18 - モントルー着18:38
- 1931年の運行ではBFZe4/4 23-26形が牽引し、そのうち24号機はクリーム色と紺のゴールデンマウンテン・プルマンエクスプレス塗装に変更されており、1932年からは本形式がその牽引をしている。列車はCLWLのプルマン車であるAB4ü103-106形とモントルー・オーベルラン・ベルノワ鉄道が自社所有していたサロン車であるAB4ü101号車[9]、AB4ü102号車[10]、CSWR[11]の運営する食堂車であるDr411-13形、Dr417号車と、通常の客車とで編成を組んでおり、接続する1435mm軌間ツヴァイジンメン - インターラーケン・オスト間の列車ではCIWLのサロン車である2444E-2446E号車の3両が編成に組み込まれていた。
- 1968年にABDe8/8 4001-4004形が導入されるまでは本形式が鉄道最大出力の機体であったため、貨物列車の牽引にも多用されており、1977、79年のロールボック積載貨車対応改造後は標準軌貨車の直通貨物列車を牽引しているほか、ツヴァイジンメン - レンク間では同じくロールボックに積載した標準軌客車による列車を牽引している。
- その後1983年のGDe4/4形電気機関車の増備などにより次第に運用を外れ、2001号機は1988年に運用を外れてモンボヴォンに留置されて部品取等に使用された後2007年に廃車となった後に静態保存されており、2002号機は2002年に運用を外れてグシュタードに留置された後に2008年には博物館鉄道であるブロネイ-シャンビィ博物館鉄道[12]に譲渡されて動態保存されている。